# 普罗旺斯地区拉罗克
普罗旺斯地区拉罗克（法語：La Roque-en-Provence，法語發音：[la ʁɔk ɑ̃ pʁɔvɑ̃s]），2015年以前名为罗凯斯泰龙-格拉斯（Roquestéron-Grasse，[ʁɔkɛsteʁɔ̃ ɡʁas]），是法国滨海阿尔卑斯省的一个市镇，位于该省西部，属于格拉斯区。

## 地理
普罗旺斯地区拉罗克（43°52'15"N, 7°0'18"E）面积23.78 平方千米，位于法国普罗旺斯-阿尔卑斯-蓝色海岸大区滨海阿尔卑斯省，该省份为法国东南部沿海省份，南濒地中海，西南至瓦尔省，西北接上普罗旺斯阿尔卑斯省，北部和东部与意大利接壤。
与普罗旺斯地区拉罗克接壤的市镇（或旧市镇、城区）包括：艾格兰、孔塞居德、库尔瑟古勒、格雷奥利耶尔、罗凯斯泰龙、锡加勒。
普罗旺斯地区拉罗克的时区为UTC+01:00、UTC+02:00（夏令时）。

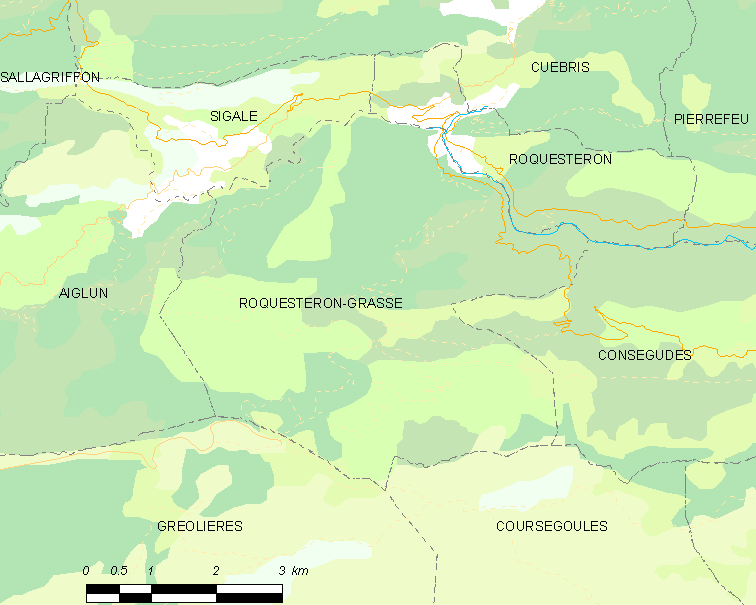
普罗旺斯地区拉罗克的OSM定位图

## 行政
普罗旺斯地区拉罗克的邮政编码为06910，INSEE市镇编码为06107。

## 政治
普罗旺斯地区拉罗克所属的省级选区为旺斯县。

## 人口

1962-2008年间普罗旺斯地区拉罗克人口变化图示

普罗旺斯地区拉罗克于2022年1月1日时的人口数量为66人。